# Solivar

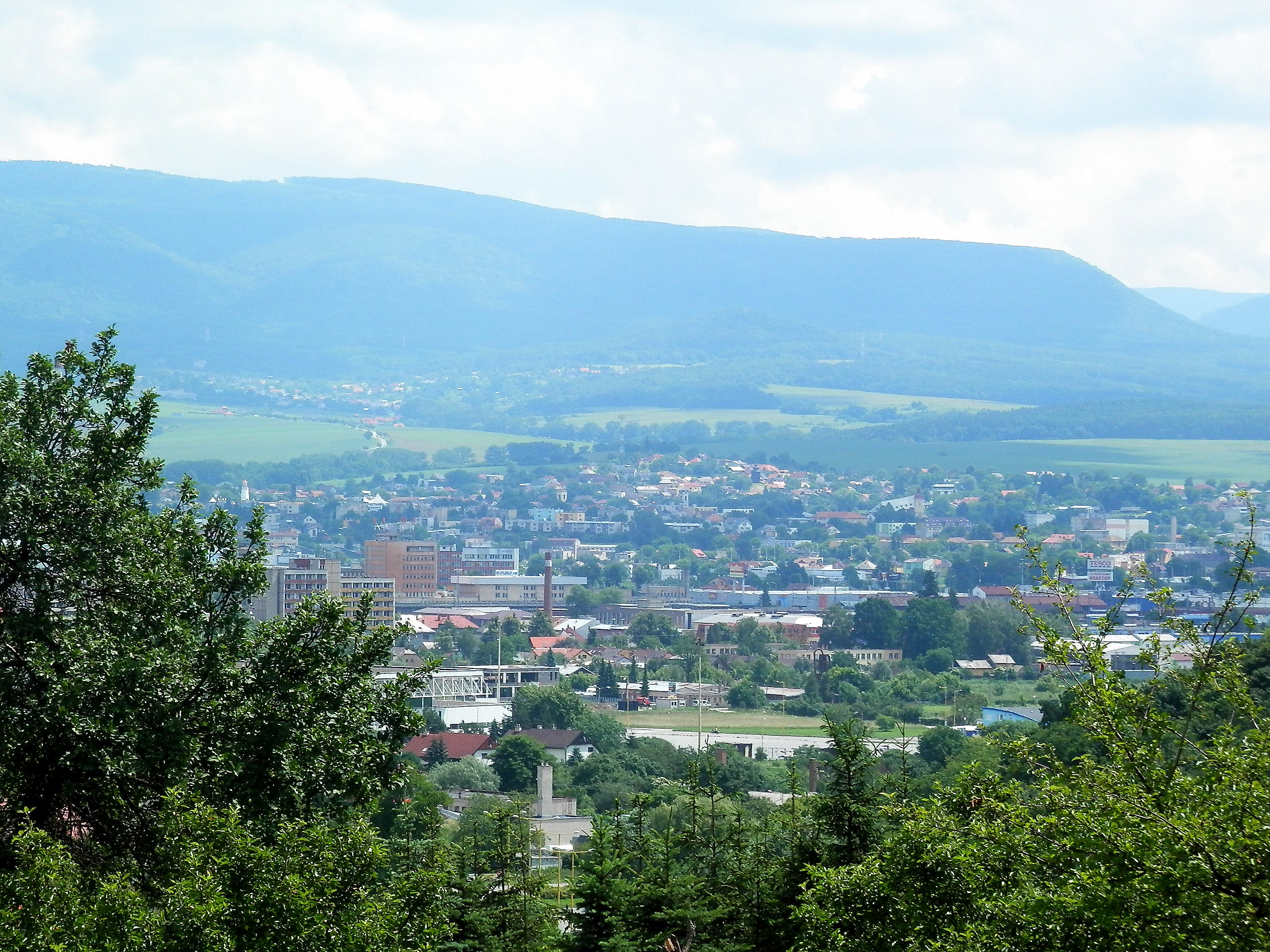
Panorama zurbanizowanej części dzielnicy (2013)

Solivar (węg. Tótsóvár, niem. Salzburg) – jedna z 4 dzielnic administracyjnych Preszowa, dawna wieś, przyłączona do miasta w 1970. Dawny ośrodek wydobycia soli, stąd nazwa miejscowości.